# Штокгайм
Штокгайм (нім. Stockheim) — громада в Німеччині, розташована в землі Баварія. Підпорядковується адміністративному округу Верхня Франконія. Входить до складу району Кронах.
Площа — 25,37 км2. Населення становить 4871 ос. (станом на 31 грудня 2020).